# ふろしきまんじゅう
ふろしきまんじゅうは、鳥取県東伯郡琴浦町の有限会社山本おたふく堂によって製造販売されている、和三盆の原料になる徳島産白下糖と黒砂糖を使った饅頭。
屋号にちなみ、おたふくまんじゅうとも呼ばれる。皮は蒸しパン状で黒砂糖の色、餡はこしあん。
1868年（明治元年）に創業。その名の由来は、皮の生地を風呂敷状に広げて餡を包んでいることによるものである。
甘みがそれほど強くなく素朴な味わい。防腐剤や添加物が入っていないため、賞味期限は短めの3日間。8個入、16個入、24個入、32個入、48個入の商品がある。
鳥取県下でも評判の高い土産菓子として知られ、鳥取市・米子市内のデパートやJR鳥取駅・倉吉駅・米子駅などのキオスク、鳥取空港・米子空港売店などでも販売されている。
また、通信販売も行っている。

## リンク
- 山本おたふく堂